# Фажан-да-Овелья
Фажан-да-Овелья (порт. Fajã da Ovelha) — район (фрегезия) в Португалии, входит в округ Мадейра. Расположен на острове Мадейра. Является составной частью муниципалитета Кальета. Население составляет 1016 человек на 2001 год. Занимает площадь 24,00 км².